# Ida Karstoft
Ida Karstoft, née le 29 octobre 1995, est une athlète et une ancienne footballeuse internationale danoise, spécialiste des épreuves de sprint.

## Biographie
Elle termine à la 8e place en finale du 4 × 100 m féminin aux Relais mondiaux 2019.
En 2022 elle remporte sa première épreuve de ligue de diamant à Oslo sur 200 m en 22 s 73. Elle établit ainsi un nouveau record du Danemark qu'elle améliorera deux jours plus tard au Meeting d'athlétisme de Madrid en s'imposant en 22 s 67.
Lors des championnats du monde d'athlétisme 2022 à Eugene, Ida Karstoft arrive jusqu'en demi-finale du 200 m et participe au 4 × 100 m qui réalise un nouveau record national du Danemark en 43 s 46. Un mois plus tard elle remporte la médaille de bronze du 200 m lors des Championnats d'Europe d'athlétisme 2022 à Munich en 22 s 72.

## Palmarès
| Date | Compétition           | Lieu   | Résultat | Épreuve | Temps   |
| ---- | --------------------- | ------ | -------- | ------- | ------- |
| 2022 | Championnats d'Europe | Munich | 3e       | 200 m   | 22 s 72 |

## Records
| Épreuve | Temps        | Lieu                  | Date          |
| ------- | ------------ | --------------------- | ------------- |
| 100 m   | 11 s 32 (NR) | Hvidovre              | 11 juin 2022  |
| 200 m   | 22 s 60 (NR) | Gainesville (Floride) | 12 avril 2024 |